# 瑪米娜·科內
瑪米娜·科內（Mamina Koné，1988年12月27日—）是一名象牙海岸跆拳道運動員，主攻女子73公斤級項目。她曾經獲得非洲跆拳道錦標賽女子73公斤級冠軍。

## 外部連結
- taekwondodata.com （页面存档备份，存于）